# بوعبوط
بوابوض هي قرية أمازيغية جبلية مغربية وسط المملكة. تنتمي بوابوض لإقليم شيشاوة. تضم هذه القرية 12.196 نسمة (إحصاء 2004).